# NGC 4266
NGC 4266 је спирална галаксија у сазвежђу Девица која се налази на NGC листи објеката дубоког неба.
Деклинација објекта је + 5° 32' 17" а ректасцензија 12h 19m 42,1s. Привидна величина (магнитуда) објекта NGC 4266 износи 13,7 а фотографска магнитуда 14,6. NGC 4266 је још познат и под ознакама UGC 7368, MCG 1-32-2, CGCG 42-21, VCC 362, IRAS 12171+0548, PGC 39699.